# Alan Huckle
Alan Edden Huckle (15 de junio de 1948) es un diplomático y administrador colonial británico.

## Carrera
Entre 1971 y 1974 y de 1975 a 1978 se desempeñó en el departamento de servicio civil. En 1974 estuvo brevemente en la Oficina de Irlanda del Norte, volviendo allí de 1978 a 1980. Entre 1980 y 1983 fue Primer Secretario del Departamento de África Oriental del Ministerio de Relaciones Exteriores y de la Mancomunidad de Naciones (FCO). De 1983 a 1986 fue director Ejecutivo de los Servicios de Información Británicos del Consulado General británico en Nueva York, Estados Unidos. De 1987 a 1990 fue jefe de cancillería en la embajada británica en Manila, Filipinas.
En 1990 fue nombrado jefe adjunto del Departamento de Control de Armas y Desarme del FCO, y en 1992 como jefe adjunto de la Delegación del Reino Unido ante la OSCE en Viena, Austria. Entre 1996 y 1998 fue jefe de la Secretaría de Territorios Dependientes en Bridgetown, Barbados. De 1998 a 2001 fue Jefe del Departamento de la OSCE y el Consejo de Europa en el FCO y de 2001 a 2004, Jefe del Departamento de Territorios de Ultramar del mismo ministerio.
Fue comisionado del Territorio Británico del Océano Índico y del Territorio Antártico Británico desde 2001 hasta 2004 (residente en Londres), cuando se convirtió en Gobernador colonial de Anguila. Ha sido gobernador de estas islas desde el 28 de mayo de 2004 hasta 2006.

### Malvinas
El 27 de julio de 2005 fue nombrado gobernador colonial de las Malvinas y Comisionado de las Islas Georgias del Sur y Sandwich del Sur, ejerciendo el cargo desde mayo de 2006.
Durante su mandato como gobernador del territorio británico de ultramar de las Islas Malvinas, supervisó la aplicación de la nueva Constitución en 2009, que creó una Asamblea Legislativa con miembros electos y redujo poderes del gobernador.
A principios de 2007 causó controversia al realizar una entrevista con el periódico británico Daily Mirror donde expresó que «existe el temor de que [una ocupación de Argentina] pudiera producirse de nuevo» en Malvinas debido a que «en todo momento ha existido esta amenaza». Si bien diferenció al gobierno de Néstor Kirchner del gobierno militar del Proceso de Reorganización Nacional, llegó a decir que de igual forma estaba «presionando para lograr la soberanía» de las islas. En febrero de ese año, el comandante de las Fuerzas Británicas en el Atlántico Sur, Nick Davies, había anunciado que estaba allí «para detener cualquier agresión» argentina, mientras que Huckle, hablaba de «lecciones aprendidas en 1982», haciendo en todo momento referencias a la guerra de las Malvinas. El gobierno de Argentina expresó su malestar a dichas declaraciones, convocando a tal efecto al embajador británico en Buenos Aires, John Hughes a la sede de la Cancillería Argentina.
Le sucedió como gobernador de Nigel Haywood en octubre de 2010.

## Vida personal
En cuanto a su vida personal, está casado con Helen Huckle, con quien tiene dos hijos.